# Ashlee Simpson
Pour les articles homonymes, voir Simpson, Wentz et Ross.
Ashlee Simpson, épouse Wentz et Ross, née le 3 octobre 1984 à Waco (Texas), est une actrice, chanteuse et auteure-compositrice-interprète américaine. En 2004, elle accède à la notoriété avec le succès de son premier album intitulé Autobiography. Elle avait également sa propre émission de télé-réalité intitulée The Ashlee Simpson Show qui a duré deux saisons. Après une tournée en Amérique du Nord et un film, Ashlee sort son deuxième album en 2005 intitulé I Am Me.
En 2008, elle publie son 3e opus, intitulé Bittersweet World, qui comprend le tube Outta My Head produit par Timbaland et Little Miss Obsessive. En 2012, elle dévoile son dernier single en date Bat For A Heart. En parallèle, elle obtient le rôle de Roxie Hart dans la comédie musicale Chicago à Broadway et à Hollywood Bowl à Los Angeles, mais également l'un des rôles principaux dans la série Melrose Place : Nouvelle Génération.
En 2018, elle est de retour via la télé-réalité Ashlee+Evan, démontrant sa vie de couple avec Evan Ross, qui est diffusée sur E! Entertainment Television,.

## Biographie

### 1984-2003: Son enfance et ses débuts
Née à Waco dans le Texas, Ashlee a grandi à Richardson, une banlieue de Dallas. Elle est la fille de Tina Ann (née Drew), femme au foyer, et de Joe Truett Simpson, ancien psychologue et pasteur de l'Église baptiste chargé de la jeunesse. Ashlee a une sœur aînée, Jessica, qui est elle aussi actrice et chanteuse. Elle est allée dans les mêmes écoles que sa sœur ; Prairie Creek Elementary et Richardson North Junior High. Ses parents, Joe et Tina, ont divorcé en septembre 2012 après 34 ans de mariage,.
En 1987, à l'âge de trois ans, Ashlee commence à prendre des cours de ballet. En 1995, elle s'inscrit un an à l'avance à l'école de ballet américain de New York,,. Durant cette période, Ashlee souffrait d'un trouble alimentaire pendant six mois et recevait un traitement de la part de ses parents. En 1999, Tina et Joe Simpson décident d'emménager à Los Angeles pour la carrière musicale de Jessica. À la suite de leur déménagement, Ashlee obtient des rôles dans des publicités.
Par la suite, Ashlee commence à faire des apparitions dans des films et des séries télévisées ; Malcolm (2001), Une nana au poil (2002) et Sept à la maison (2002-2004). Durant l'été 2003, elle a travaillé comme figure médiatique pour MTV. Elle est aussi apparue dans l'émission de télé-réalité de sa sœur, Newlyweds : Nick and Jessica, qui débat sur le mariage de Jessica et de son époux de l'époque Nick Lachey.

### 2004-2005:Autobiography,The Ashlee Simpson Showet la polémiqueSNL

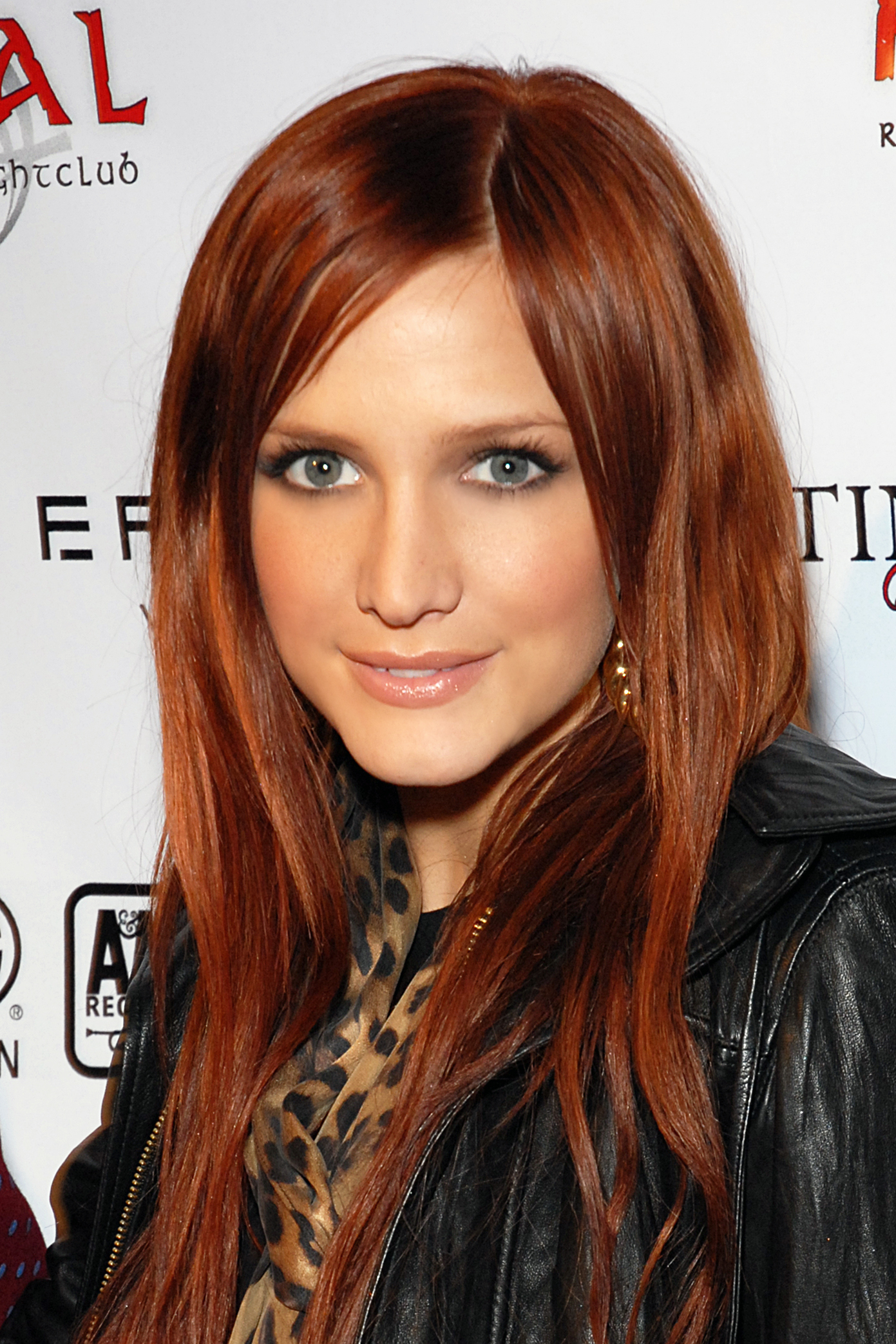
Ashlee Simpson lors des pré-Grammy au Ritual Nightclub le 9 février 2008.

À la suite du succès du premier album de sa sœur, Ashlee devient danseuse de fond pour elle. En 2002, elle enregistre la chanson Christmas Past, Present and Future pour l'album de noël "School's Out! Christmas" qui est sorti plus tard sur Radio Disney Jingle Jams en 2004 et 2005. Pendant l'été 2003, elle a sorti une chanson intitulée Just Let Me Cry pour la B.O. du film Freaky Friday : Dans la peau de ma mère. Après sa participation sur l'album "School's Out! Christmas" puis sur la B.O. de Freaky Friday : Dans la peau de ma mère, Ashlee signe un contrat avec le label Geffen Records. Elle sort son premier album intitulé "Autobiography", qui fut en tête des charts en juillet 2004, après s'être vendu à plus de 398 000 copies dès la première semaine après sa sortie. L'album a été certifié triple platine par la RIAA en septembre 2004. Ashlee a coécrit toutes les chansons de l'album et le décrit comme étant "très fidèle à mes émotions", cependant les critiques sont mixtes. Le premier single de l'album fut Pieces of Me et il a été le tube numéro 1 de l'été aux États-Unis et a été certifié or par la RIAA. Les singles suivants intitulés Shadow et La La ont connu moins de succès mais ils ont cependant été certifiés or par la RIAA. Lors des Teen Choice Awards 2004, le 8 août 2004, Ashlee a reçu l'Award de "La chanson de l'été" pour Pieces of Me ainsi que l'Award du "Nouveau visage d'Hollywood". En décembre 2004, elle remporte le prix de la "Révélation féminine de l'année" lors des Billboard Music Awards et ce même mois, Entertainment Weekly l'a nommé l'une des nouvelles stars de 2004.
En guise d'accompagnement pour la sortie de son premier album et afin de créer un intérêt au commencement de sa carrière musicale, Ashlee crée sa propre émission de télé-réalité intitulé The Ashlee Simpson Show qui est sortie en même temps que l'émission de sa sœur. L'émission a été diffusée pendant huit semaines dans l'été 2004, puis une deuxième saison de 10 épisodes a été diffusée entre janvier et mars 2005. L'émission traitait de la création de son album ainsi que de sa vie privée. Elle a ensuite eu un second rôle dans le film Undiscovered. Sa performance dans le film lui a valu une nomination dans la catégorie "Pire actrice avec un second rôle" lors des Razzie Awards.
Le 23 octobre 2004, elle joue dans un épisode de l'émission Saturday Night Live où elle chante en live deux chansons : Pieces of Me et Autobiography. Avant même qu'elle ne commence à chanter la chanson Autobiography, la musique de Pieces of Me se remet à jouer alors qu'Ashlee n'a pas le micro devant la bouche. Elle commence alors à improviser et lorsqu'elle réalise l'erreur embarrassante, elle quitte la scène. Avant la fin de l'émission, Ashlee monte de nouveau sur scène avec le présentateur Jude Law et déclare : « Je suis vraiment désolée. Mon groupe a commencé à jouer la mauvaise chanson et je ne savais pas quoi faire, alors j'ai pensé à un Hoedown. ». Le 25 octobre 2004, Ashlee explique qu'à cause d'un reflux gastro-œsophagien sévère, elle a complètement perdu sa voix et son médecin lui a conseillé de ne pas chanter. Son père a donc eu l'idée de faire un playback pour sa performance lors des Saturday Night Live. Mais pendant son live, son batteur a appuyé sur le mauvais bouton ce qui a provoqué le déclenchement de la mauvaise chanson. Ashlee déclare sur cet incident : "Je me suis complètement ridiculisée !".

### 2005-2006:I Am Me

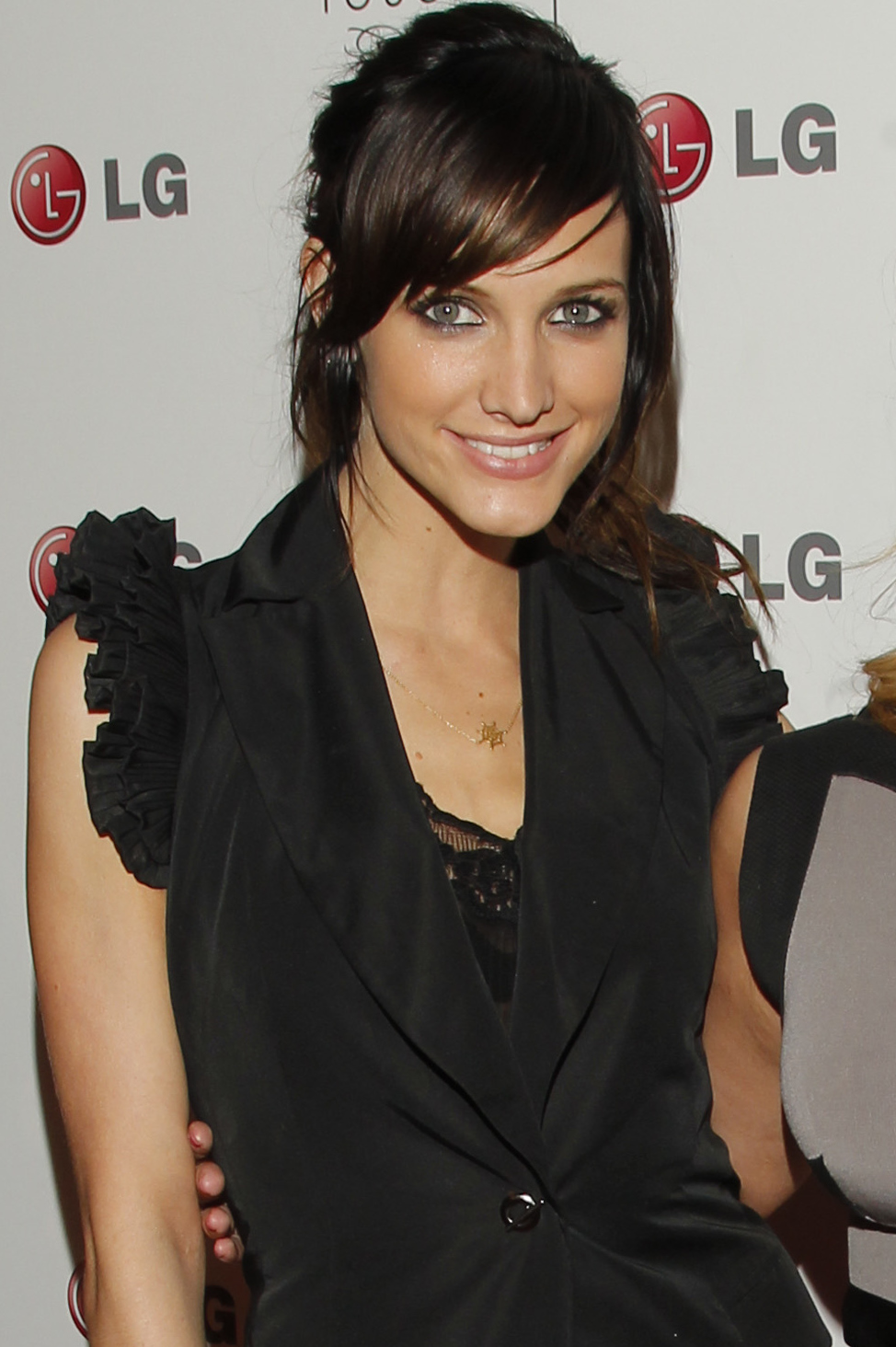
Ashlee Simpson en mai 2010.

Le 4 janvier 2005, elle chante en live son single La La lors du Miami Orange Bowl 2005. Après sa prestation, les 72 000 spectateurs l'ont huée. Certains ont déclaré qu'avant la prestation de Ashlee, Kelly Clarkson a chanté en live et a eu des retours positifs. Ces téléspectateurs déclarent que la prestation d'Ashlee était pauvre et très fausse,,. À la suite de la mauvaise prestation d'Ashlee lors du Miami Orange Bowl, une pétition a été créée sur Internet afin qu'Ashlee arrête la musique. Ce site de pétitions devient très vite le site le plus visité. Face à toute cette négativité autour d'elle, Ashlee déclare : « C'est bon. Vous ne pouvez pas être fan de la musique de tout le monde. », ajoutant qu'elle a reçu de nombreuses lettres de soutien de la part de ses fans. Durant cette période difficile, le magazine Cosmopolitan choisi Ashlee pour faire la couverture de leur numéro de février 2005 et l'a nomme "La femme fun et courageuse de l'année". De mi-février à fin avril 2005, Ashlee assure sa première tournée en Amérique du Nord. La tournée a été décrite comme étant de "basse qualité" sans pyrotechnie. En plus des chansons de son album "Autobiography", Ashlee performe plusieurs reprises dont : Brass in Pocket de The Pretenders, Call Me de Blondie et Burning Up de Madonna.
Le 18 octobre 2005, Ashlee sort son deuxième album intitulé I Am Me. Elle voulait intégrer la musique des années 1980 dans cet album et, contrairement à son premier album, elle voulait moins se concentrer sur les relations amoureuses et plus sur elle-même. L'album fut numéro 1 après s'être vendu à plus de 220 000 copies dès la première semaine après sa sortie. En 2008, l'album s'est vendu à plus de 944 000 copies aux États-Unis. Le premier single de l'album intitulé Boyfriend fut en tête du Top 20 au Billboard Hot 100 puis les deux autres singles ; L.O.V.E. et Invisible furent en tête du Top 40. Fin septembre 2005, Ashlee donne un concert à Portland dans l'Oregon puis le 8 octobre 2005, elle joue dans Saturday Night Live afin de promouvoir son album. Mi-décembre 2005, Ashlee s'est évanouit après un concert et a été brièvement hospitalisée, ce qui fait qu'elle a dû annuler sa présence aux Radio Music Awards. La fatigue est la cause de son hospitalisation. Le 12 avril 2006, elle a présenté et chanté lors des MTV Australia Video Music Awards où elle remporte le prix de "Meilleure artiste féminine de l'année" et "Meilleur clip Pop" pour le single Boyfriend. Le 5 juin 2006, elle commence une tournée d'été et déclare qu'à la fin de sa tournée, elle reprendrait sa carrière d'actrice. Elle a eu le rôle de Roxie Hart dans la comédie musicale Chicago qui s'est jouée au théâtre de West End du 25 septembre au 28 octobre 2006. Sa performance a reçu des critiques positives.

### 2007-2011:Bittersweet WorldetMelrose Place
En 2007, Ashlee commence à enregistrer son troisième album intitulé "Bittersweet World" en collaboration avec Timbaland, Kenna et Chad Hugo. Elle décrit l'album comme ayant été très influencé par la musique des années 1980 - apportant quelques similitudes avec l'album I Am Me - tout en intégrant des éléments pop rock et déclare son intention de partir en tournée afin de promouvoir l'album. Le président du label Geffen Records déclare en décembre 2006 que travailler sur le nouvel album d'Ashlee est "très difficile" à cause des critiques négatives de la part des médias mais qu'elle méritait d'être entendue. L'album "Bittersweet World" est sorti le 22 avril 2008 et a reçu des critiques mixtes. Le premier single, sorti en décembre 2007, fut Outta My Head (Ay Ya Ya), produit par Timbaland mais qui n'a pas eu de succès dans le classement du Billboard Hot 100. Le deuxième single intitulé Little Miss Obsessive, sorti en mars 2008, fut placé 96e au Billboard Hot 100. L'album "Bittersweet World" s'est vendu à plus de 126 000 copies.
En 2009, Ashlee a eu le rôle de Violet Foster dans le spin-off de la série des années 1990 Melrose Place, Melrose Place : Nouvelle Génération, diffusé sur le réseau américain The CW. Au départ, son personnage devait être régulier mais les producteurs et la chaîne ont décidé de supprimer son personnage au bout de douze épisodes,. Après son départ dans la série, Ashlee reprend son rôle de Roxie Hart dans la pièce de Broadway, Chicago, du 30 novembre 2009 au 7 février 2010.

### 2012-Présent: Maternité, retour à la télé-réalité et quatrième album
Lors d'une interview avec Paper, Ashlee déclare que son quatrième album aura une « sensation folklorique »,. Le 23 juin 2011, Ryan Seacrest confirme qu'Ashlee a organisé une réunion avec plusieurs producteurs exécutifs afin de planifier la direction de son prochain album. En juin 2012, il a été annoncé qu'Ashlee a commencé à tourner son prochain film, une comédie intitulée American Stories, dont la sortie est prévue pour 2013,. Le 20 juillet 2012, elle déclare au magazine Nylon : « Je suis vraiment très fière de ce nouveau son et je suis très excitée de cette nouvelle aventure artistique. Le son est un peu sentimental, un peu électronique. », elle déclare aussi que quelques chansons ont déjà été enregistré.
Le 31 octobre 2012, Ashlee révèle sur son site officiel le single Bat For A Heart. Le 10 juillet 2013, le site web justjared.com révèle qu'Ashlee Simpson reprendra son rôle de Roxie Hart dans la comédie musicale Chicago sur Hollywood Bowl à Los Angeles.
En 2016, elle prête sa voix au personnage de Strelka, dans le film d’animation Space Dogs Adventure To The Moon, aux côtés d'Alicia Silverstone.
Le 9 septembre 2018, elle est de retour via la télé-réalité Ashlee+Evan, démontrant sa vie de couple avec Evan Ross, qui est diffusée sur E! Entertainment Television,. Dans un même temps, le couple sort le single I Do le 7 septembre 2018,.

## Vie privée

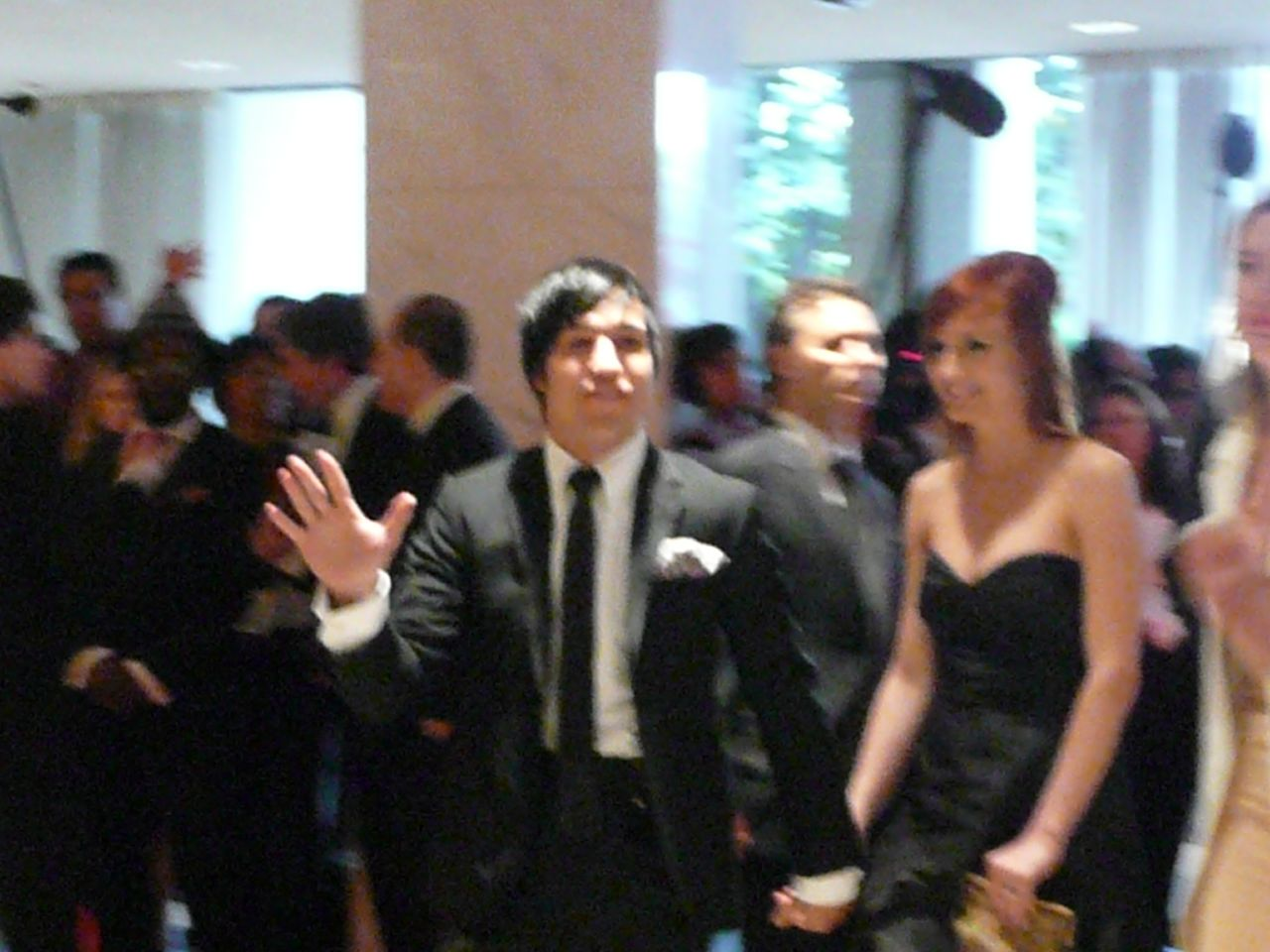
Ashlee Simpson en compagnie de son ex-mari Pete Wentz en avril 2008.

Ashlee a été en couple avec Josh Henderson (de janvier 2002 à novembre 2003), Gregory Smith (de novembre 2003 à février 2004), Ryan Cabrera (de février 2004 à février 2005), Wilmer Valderrama (de février à octobre 2005), et le musicien Braxton Olita (d'octobre 2005 à juillet 2006).
En août 2006, Ashlee a commencé à fréquenter Pete Wentz, membre du groupe Fall Out Boy. Après s'être fiancés en avril 2008, ils se sont mariés le 17 mai 2008 dans la résidence des Simpson à Encino, en Californie. Dès lors, la jeune femme change de nom et se fait appeler Ashlee Simpson-Wentz, dans le monde du travail. Le 20 novembre 2008, elle a donné naissance à son premier enfant, un garçon prénommé Bronx Mowgli Wentz. Le 9 février 2011, Ashlee a demandé le divorce, citant des « désaccords insurmontables », au bout de cinq ans de vie commune et trois ans de mariage. Leur divorce a été prononcé le 22 novembre 2011.
À la suite de leur séparation, Ashlee aurait fréquenté Craig Owens, le meilleur ami de son ex-mari, de mars à juin 2011. Elle a également été en couple avec l'acteur Vincent Piazza de juin 2011 à novembre 2012,.
Depuis juillet 2013, Ashlee est la compagne de l'acteur Evan Ross, le fils de la chanteuse Diana Ross. Après s'être fiancés en janvier 2014, ils se sont mariés le 30 août 2014 dans la résidence de Diana Ross, dans le Connecticut. Le 29 décembre 2014, il a été annoncé qu'ils ont demandé à légalement changer de nom de famille ; ils souhaitent se faire appeler Ashlee et Evan Ross-Naess. Ils ont deux enfants : une fille, prénommée Jagger Snow Ross (née le 30 juillet 2015), et un garçon, prénommé Ziggy Blu Ross (né le 29 octobre 2020).

## Influences musicales et image publique
Lorsque Ashlee s'est lancée dans la musique en 2004, elle a tout de suite été différenciée de sa sœur avec son style de musique, son style vestimentaire et une personnalité plus affirmée. Les chansons d'Ashlee ont été qualifiés comme étant pop rock contrairement à sa sœur, plus particulièrement au début de sa carrière, Ashlee avait un style vestimentaire très "mis en évidence". Elle cite que c'est pendant son enfance qu'elle a commencé à chanter car elle rêvait de jouer à Broadway et qu'elle ne s'attendait pas du tout à entrer dans l'univers de la pop. Plus jeune, elle prenait des cours de chant et étudiait les albums de Etta James et Aretha Franklin. Elle cite Milli Vanilli, Gwen Stefani, No Doubt, Madonna, Joan Jett, The Runaways, Pat Benatar, Green Day, Alanis Morissette, Fiona Apple, Chrissie Hynde et Debbie Harry du groupe Blondie comme ses plus grandes influences musicales.
En avril 2006, Ashlee s'est fait faire une rhinoplastie. En mai 2007, elle déclare dans le magazine Harper's Bazaar qu'elle n'était pas mal dans sa peau et qu'elle ne l'a jamais fait auparavant. Elle déclare également que la chirurgie esthétique est un choix personnel. En septembre 2007, son père déclare : « Il y avait un vrai problème avec sa respiration et maintenant c'est guéri. ».

## Filmographie
| Année(s)  | Film / Série                                 | Rôle           | Notes                                                             |
| --------- | -------------------------------------------- | -------------- | ----------------------------------------------------------------- |
| 2001      | Malcolm                                      | Une lycéenne   | Saison 2, épisode 18                                              |
| 2002      | Une nana au poil                             | Monique        | Film ; Caméo                                                      |
| 2002-2004 | Sept à la maison                             | Cecilia Smith  | 39 épisodes                                                       |
| 2003-2005 | Newlyweds : Nick and Jessica                 | Elle-même      | Saison 1, épisode 9 Saison 2, épisodes 4 et 6 Saison 3, épisode 6 |
| 2004-2005 | The Ashlee Simpson Show                      | Elle-même      | Émission de télé-réalité                                          |
| 2004-2005 | Saturday Night Live                          | Elle-même      | Saison 30, épisode 3 Saison 31, épisode 2                         |
| 2005      | Undiscovered                                 | Clea           | Film                                                              |
| 2005      | Punk'd : Stars piégées                       | Elle-même      | Saison 4, épisode 8                                               |
| 2006      | The Kelly Slater Celebrity Surf Invitational | Elle-même      | Téléfilm                                                          |
| 2009      | Les Experts : Manhattan                      | Lila Wickfield | Saison 5, épisode 18                                              |
| 2009-2010 | Melrose Place : Nouvelle Génération          | Violet Foster  | 12 épisodes                                                       |
| 2011      | Top Model USA                                | Elle-même      | Saison 17, épisode 2                                              |
| 2013      | American Stories                             | Theresa        | Film                                                              |
| 2016      | Space Dogs Adventure To The Moon             | Strelka        | Voix                                                              |

## Théâtre
- 2006 : Chicago : Roxie Hart (West End)
- 2009-2010 : Chicago : Roxie Hart (Broadway)
- 2013 : Chicago : Roxie Hart (Hollywood Bowl)

## Discographie
- 2004 : Autobiography
- 2005 : I Am Me
- 2008 : Bittersweet World

## Récompenses obtenues
| Année | Cérémonie                        | Awards                                      |
| ----- | -------------------------------- | ------------------------------------------- |
| 2004  | Teen Choice Awards               | Choice Fresh Face                           |
| 2004  | Teen Choice Awards               | Choice Song Of The Summer : Pieces Of Me    |
| 2004  | Billboard Awards                 | Best New Female Artist                      |
| 2005  | Fun Fearless Male Awards         | Fun Fearless Female                         |
| 2005  | MTV Asia Video Music Awards      | Favourite International Breakthrough Artist |
| 2006  | TRL Awards                       | Bounce-Back Artist                          |
| 2006  | MTV Australia Video Music Awards | Best Female Artist                          |
| 2006  | MTV Australia Video Music Awards | Best Pop Video : Boyfriend                  |
| 2006  | Kelly Slater Surf Invitational   | Invitational Winner                         |